# Bomba da bagno

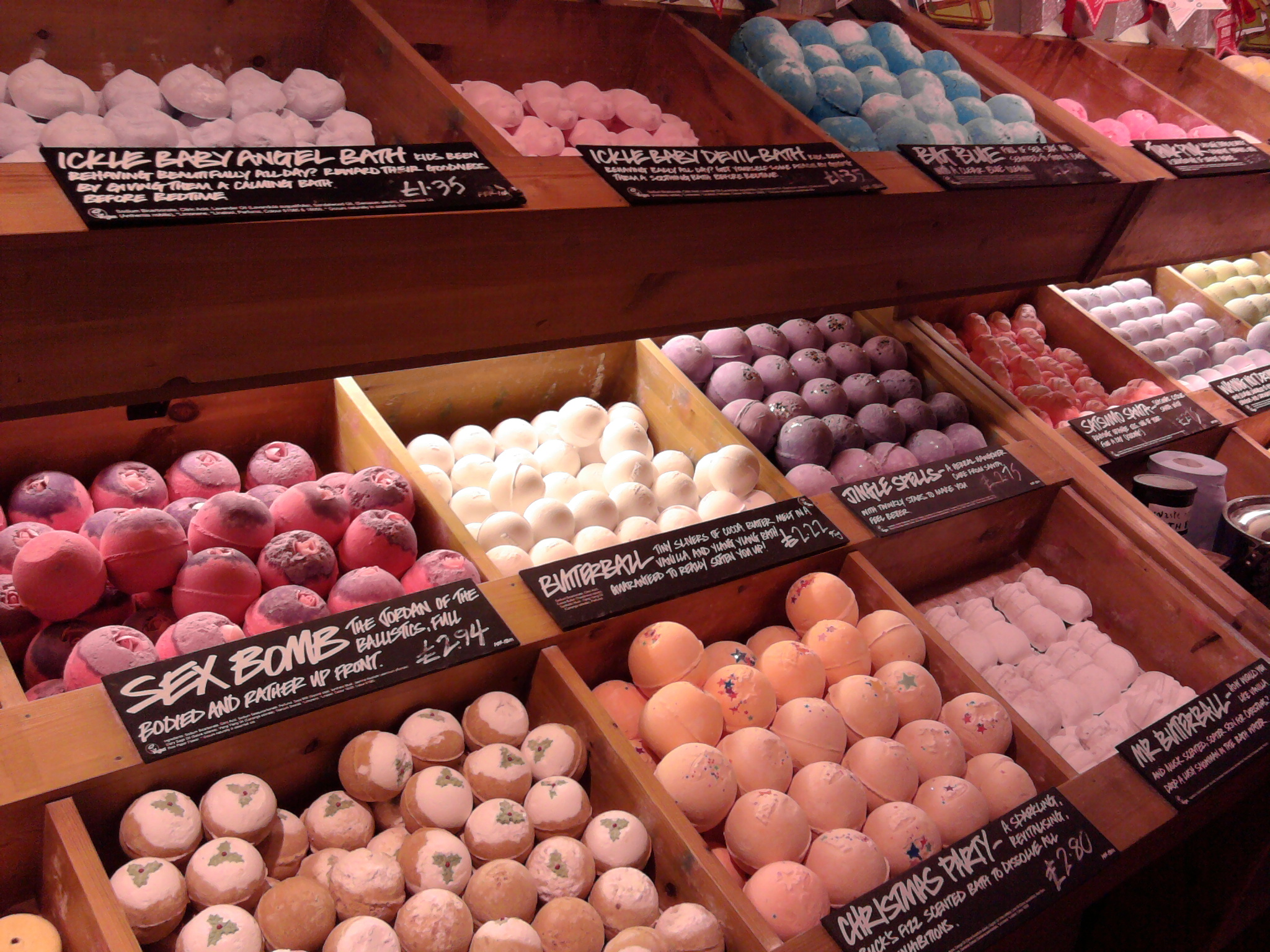
Bath bombs in vendita in un negozio

Una bomba da bagno è una miscela compatta di ingredienti umidi e secchi modellata in una qualsiasi di diverse forme e quindi essiccata. L'acqua del bagno effervescente sulla superficie di una bomba da bagno immersa al suo interno, con conseguente dispersione di ingredienti come olio essenziale, crema idratante, profumo o colorante.

## Storia
La bomba da bagno è stata inventata nel 1989 da Mo Constantine, co-fondatore di Lush Cosmetics. Lavorando dal suo capannone nel Dorset, Constantine fu ispirato a creare i suoi "Aqua Sizzlers" (che in seguito sarebbe diventato "Bombe da bagno") dopo essere stato incuriosito dalle tavolette di Alka-Seltzer. Mentre i suoi primi tentativi somigliavano molto alle tavolette di Alka-Seltzer, Mo e suo marito Mark Constantine iniziarono rapidamente a sperimentare con una gamma di stampi e ingredienti.
(Mo Constantine)

## Brevetto
La bomba da bagno originale è stata brevettata dai Constantines nel 1989 con il marchio "Cosmetics To Go". Tuttavia, quando la società è entrata in amministrazione, la coppia ha perso il brevetto. Nel 2014, un nuovo brevetto è stato rilasciato a Cosmetic Warriors LTD (il proprietario del marchio Lush Cosmetics) che protegge il processo di creazione di una bomba da bagno con strati distinti.

## Composizione
Gli ingredienti principali delle bombe da bagno sono un acido debole e una base di bicarbonato. Questi non sono reattivi quando sono asciutti, ma reagiscono vigorosamente quando disciolti in acqua per produrre la loro caratteristica frizzantezza per un periodo di diversi minuti. Questa è una reazione acido-base che comporta la conversione di acido citrico e bicarbonato di sodio in citrato di sodio e anidride carbonica:
C5H7O5CO2H (acquoso) + NaHCO3 (acquoso) → C5H7O5CO2 − Na + (acquoso) + H2O (l) + CO2 (g)
Gli altri ingredienti nelle bombe da bagno possono variare notevolmente. Tuttavia, la maggior parte ha ingredienti profumati e coloranti per conferire una piacevole fragranza e colore all'acqua del bagno. Spesso vengono aggiunti anche agenti schiumogeni, come sodio lauril solfato, per creare schiume a bolle.

## Produzione
Le bombe da bagno sono generalmente sferiche ma possono essere trovate in una varietà di forme, come compresse o grumi. I negozi offrono una vasta gamma di bombe, ma possono anche essere fatte in casa. Alcune aziende utilizzano macchine per bombe da bagno per aumentare i loro tassi di produzione di bombe da bagno. Queste macchine possono produrre fino a centinaia di bombe da bagno all'ora.
Ultimamente la tendenza è realizzare prodotti il più naturale possibile, utilizzando ingredienti naturali, e utilizzando packaging ecosostenibile, come carta o cartone e che quindi non contenga plastica. Queste caratteristiche vengono sempre più scelte da diverse aziende, in quanto sempre più attente all'ambiente.

## Problemi per la salute
Sebbene le bombe da bagno siano ben tollerate da molte persone, alcuni additivi come profumi e coloranti possono causare irritazione. I comuni irritanti per la pelle e gli allergeni presenti nelle bombe da bagno includono limonene, linalolo e sodio lauril solfato. Gli ingredienti principali ovvero acido citrico e bicarbonato di sodio, non sono generalmente considerati irritanti per la pelle quando usati come additivi per il bagno a causa della significativa diluizione in acqua.